# Завояне
Завояне (хорв. Zavojane) — населений пункт у Хорватії, у Сплітсько-Далматинській жупанії у складі міста Вргораць.

## Населення
Населення за даними перепису 2011 року становило 308 осіб.
Динаміка чисельності населення поселення:

## Клімат
Середня річна температура становить 13,38 °C, середня максимальна – 27,37 °C, а середня мінімальна – 0,00 °C. Середня річна кількість опадів – 929 мм.
| Клімат поселення                              | Клімат поселення | Клімат поселення | Клімат поселення | Клімат поселення | Клімат поселення | Клімат поселення | Клімат поселення | Клімат поселення | Клімат поселення | Клімат поселення | Клімат поселення | Клімат поселення | Клімат поселення |
| Показник                                      | Січ.             | Лют.             | Бер.             | Квіт.            | Трав.            | Черв.            | Лип.             | Серп.            | Вер.             | Жовт.            | Лист.            | Груд.            |                  |
| Середній максимум, °C                         | 8,45             | 8,98             | 12,26            | 16,04            | 21,00            | 25,02            | 27,30            | 27,37            | 22,28            | 17,74            | 12,58            | 9,38             |                  |
| Середня температура, °C                       | 4,22             | 4,75             | 8,04             | 11,81            | 16,76            | 20,78            | 23,57            | 23,64            | 18,54            | 14,01            | 8,82             | 5,63             |                  |
| Середній мінімум, °C                          | 0,00             | 0,52             | 3,82             | 7,58             | 12,54            | 16,55            | 19,82            | 19,89            | 14,80            | 10,25            | 5,09             | 1,90             |                  |
| Норма опадів, мм                              | 86               | 76               | 79               | 79               | 65               | 55               | 39               | 53               | 75               | 102              | 118              | 102              |                  |
| Середньомісячна швидкість вітру, м/с          | 3.08             | 3.47             | 3.54             | 3.20             | 2.83             | 2.58             | 2.60             | 2.44             | 2.72             | 2.84             | 3.44             | 3.57             |                  |
| Середньомісячна сонячна радіація, кДж/м²·день | 5639             | 8265             | 11967            | 16224            | 19729            | 22728            | 24420            | 21623            | 16143            | 10538            | 6124             | 4763             |                  |
| --------------------------------------------- | ---------------- | ---------------- | ---------------- | ---------------- | ---------------- | ---------------- | ---------------- | ---------------- | ---------------- | ---------------- | ---------------- | ---------------- | ---------------- |
| Джерело:                                      |                  |                  |                  |                  |                  |                  |                  |                  |                  |                  |                  |                  |                  |